# Mile Dupor
Mile Dupor ( Lika, Gračac 14. studenog 1905. – Rijeka 21. siječnja 1981. )
Bio je poznati hrvatski astrolog čija su pisana djela poput Zvijezde, ljubav, seks i Ne vjerujte, provjerite te ostala djela, ostavila dubok dojam na astrologe i čitatelje s područja ondašnje SFRJ.
Njegov opus jest natalna astrologija, a osim toga primjetljivo je da djelomično obrađuje hermetizam.
Talijanski fašisti su ga umalo strijeljali zato što je na temelju vlastitih astroloških prognoza izračunao da će izgubiti Drugi svjetski rat i javno obznanio.
Tijekom života često je selio, a skrasio se tek na Korčuli gdje je zasnovao obitelj. 
Uz neshvaćanje okoline i svjestan da je smatran čudakom, ipak svoje slobodno vrijeme posvetio je astrologiji i filozofskim tezama koje proizlaze iz nje. Došao je do mnogih dragocjenih saznanja, pripremio obilan statistički materijal pomoću kojeg su mnogi astrološki entuzijasti učili ovu granu znanosti.
Njegova poruka glasila je:
Vi mladi, ne prezajte od prezira učenih, smješka pseudoučenih i hvale neukih, ne robujte naslijeđenim školama, idite smjelo za istinom dokle su vam jasni puti; u mračnome moru narodnih predanja od iskona bolni biser čeka vas.
Korčula, Hrvatska 1970.

## Najvažnija djela i literatura
- Ne vjerujte, provjerite
- Astrološki i hermetički spisi
- Astromedicina - zvijezde, ljubav, seks

## Vanjske poveznice
Tele disk - Izabrani tekstovi  Arhivirana inačica izvorne stranice od 14. ožujka 2010. (Wayback Machine)